# Stadler Flirt

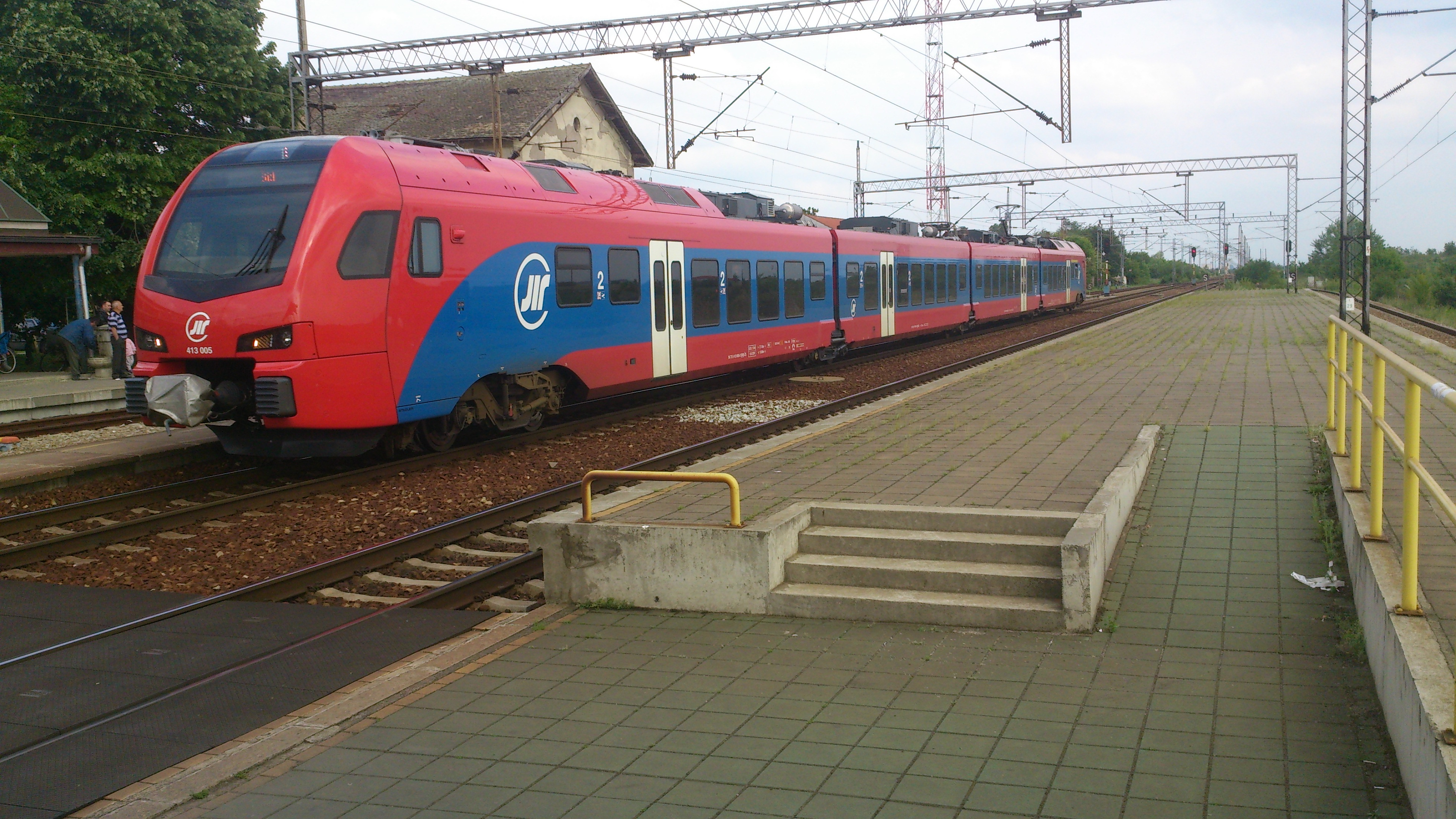
Ett tåg typ 413 hos de serbiska järnvägarna i Nova Pazova i Serbien

Stadler Flirt är en generation elektriska motorvagnar för spårtrafik. De är konstruerade och tillverkade av det schweiziska bolaget Stadler Rail. Förkortningen Flirt står för Flinker Leichter Innovativer Regional-Triebzug, vilket på svenska skulle bli Snabbt, lätt och innovativt regionalmotorvagnståg.
Motorvagnståget är avsett för såväl lokaltrafik som regional- eller fjärrtrafik. FLIRT har hittills utrustats med två till sex vagnar. De tekniska specifikationerna varierar beroende på trafikuppgift och modell. Den maximala effekten är vanligtvis 2 600 kW utom för den tvådelade som har 1 300 kW. Toppfarten är vanligen 160 km/t, men de fordon som används av Vy i Norge och VR Snabbtåg Sverige i Sverige har fått en toppfart på 200 km/t, med 4 500 kW effekt.
Under flera år saknade den schweiziska spårfordonsindustrin förmågan att leverera snabbtåg för 200 km/t, efter en strukturrationalisering under 1990-talet. Idag är Flirt är en av huvudkonkurrenterna för leveranser till den europeiska persontågsmarknaden, men det finns fler konkurrenter. Traditionellt har varje järnvägsland haft sina egna tillverkare, men EU har öppnat upp marknaden. Siemens AG i Tyskland höll på att utveckla det nya snabbtåget ICx (ICE- familjen) och Hitachi har gjort en inbrytning i Storbritannien med sina snabbtåg. Den franska TGV- tillverkaren Alstom sålde redan under mitten av 1990-talet snabbtågen (X3) till Arlanda Express och under början av 2000-talet följde en ännu större order till Alstom på tåg av typen X40 till operatören SJ och något senare började samma företag även att leverera luftkonditionerade lokaltåg (X60) med klimatanläggning till operatören SL (Stockholm).

## Type 74 / Type 75
Norske tog AS i Norge äger 125 motorvagnar av typen Flirt från Stadler, med leverans 2011–2020. Type 74 är regionaltågvarianten. De körs av operatören Vy på regionaltågslinjer runt Oslo, såsom Lillehammer-Oslo-Skien samt Oslo-Halden-Göteborg. Den första sattes i trafik med reguljära passagerare i maj 2012. Type 75 är inredd för lokaltrafik och körs inom Oslos pendeltågstrafik. Inledningsvis hade båda 2 + 3 säten i bredd i andra klass men många resenärer klagade över de trånga sätena och efter några år började man byta ut sätena i type 74 mot klassiska 2 + 2.

## X74
Dåvarande MTR Express beställde under 2014 sex motorvagnståg om fem enheter per tågsätt för trafik på sträckan Stockholm–Göteborg och dessa sattes i passagerartrafik i mars 2015. Dessa är närapå identiska med de norska Type 74-tågen och har därför beteckningen X74. De har komfortablare säten med mer benutrymme och en större caféavdelning än de norska tågen. Tågen var röda utvändigt fram till ägarbytet 2024, därefter är de gröna.  X74 har insteg med plattform och vagngolv i samma nivå.

## Teknisk översikt Flirt
Flirt går i trafik i följande länder:
- Schweiz (beteckning 521 och 523. Över 100 st)
- Tyskland (beteckning 427 och 428. Cirka 100 st)
- Ungern (beteckning 5341. 30 beställda. Levererans cirka 2009)
- Algeriet (totalt 64 st pendeltåg. Levererans cirka 2010)
- Polen (totalt 14 st)
- Italien (totalt 18 st)
- Finland (beteckning Sm5, 32 st, leverans 2009–2015)
- Vitryssland (10 levererades 2011–2012)
- Estland (18 elektriska och 10 dieseldrivna beställda, för att gå i trafik 2013–2014)
- Norge (beteckning Type 74 och Type 75, 115 st, den första gick i trafik maj 2012)
- Sverige (VR Snabbtåg Sverige har 6 tåg med snabbtågsanpassad inredning, tekniskt ganska lika de norska tågen, leverans 2014)
  - (Transitio (länstrafikbolagens inköpsbolag för tåg) skrev i maj 2014 ramavtal med Stadler, CAF och Bombardier, vilket innebär att dessa tre tillverkare blir huvudleverantörer av länståg perioden 2015–2021). Fram till 2018 har dubbeldäckarvarianten Stadler Dosto beställts men inte Flirt.

| Beteckning      | Trafiktyp | Operatör            | Land     | Antal säten [pl] | Korgbredd [cm] | Konfig säten | Sätesavstånd [cm] | Klimatanläggning | Sth [km/h] | Lös [mm] | Tomvikt [t] | Max kont effekt [kW] | Antal drivmotorer [st] | Korgmtrl | Leveransstart | Antal beställda [st] |
| --------------- | --------- | ------------------- | -------- | ---------------- | -------------- | ------------ | ----------------- | ---------------- | ---------- | -------- | ----------- | -------------------- | ---------------------- | -------- | ------------- | -------------------- |
| Type 74         | regional  | Norske tog          | Norge    | 260              | 320            | 2 + 3        | Ingen uppgift     | ja               | 200        | 105 500  | 218         | xxxxx                | 6                      | Okänt    | 2011          | 40                   |
| Type 75         | lokal     | Norske tog          | Norge    | 235              | 320            | 2 + 3        | Ingen uppgift     | ja               | 200        | 105 500  | 216         | xxx                  | 6                      | Okänt    | 2012          | 85                   |
| Sm 5            | lokal     | HSL                 | Finland  | 232              | 320            | 2 + 3        | Ingen uppgift     | ja               | 160        | 75 200   | 132         | 2 000                | xxx                    | Okänt    | 2008          | 41                   |
| 427             | regional  | DB                  | Tyskland | 241              | 288            | 2 + 2        | Ingen uppgift     | ja               | 160        | 90 378   | 145         | 2 000                | xxx                    | Okänt    | 2007          | 5                    |
| RABe 524        | regional  | SBB                 | Schweiz  | 163              | 288            | 2 + 2        | Ingen uppgift     | ja               | 160        | 74 078   | 131         | 2 000                | xxx                    | Okänt    | 2007          | 19                   |
| RABe 523        | lokal     | SBB                 | Schweiz  | 158              | 288            | 2 + 2        | Ingen uppgift     | ja               | 160        | 74 078   | 120         | 2 000                | xxx                    | Okänt    | 2004          | 12                   |
| EPg             | fjärr     | BC(h)               | Belarus  | 188 eller 232    | 320            | 2 + 2        | Ingen uppgift     | ja               | 160        | 75 200   | 132         | 2 000                | xxx                    | Okänt    | 2011          | 4                    |
| X74             | fjärr     | VR Snabbtåg Sverige | Sverige  | 244              | 320            | 2 + 2        | Ingen uppgift     | ja               | 200        | 105 500  | 216,3       | xxx                  | 6                      | Okänt    | 2014          | 6                    |
| ED 160          | fjärr     | PKP Intercity       | Polen    | 354              | 282            | 2 + 1 2 + 2  | Ingen uppgift     |                  | 160        | 152 900  |             | 2 000                | ingen uppgift          | Okänt    | 2015          | 20                   |
| RBe 91 92 9 541 | lokal     | SNTF                | Algeriet | 144              | 288            | 2 + 2        | Ingen uppgift     | ja               | 120        | 74 078   | 120         | 2,000                | xxx                    | Okänt    | 2008          | 64                   |

## Jämförelse svenska X60 (SL) och norska Type 75
| Beteckning | Operatör   | Antal säten [pl] | Korgbredd [cm] | Konfig säten | Sätesavstånd [cm] | Klimatanläggning | Sth [km/h] | Lös [mm] | Tomvikt [t] | Max kont effekt [kW] | Antal korgar [st] | Korgmtrl   | Införd | Antal enheter- flotta [st] |
| ---------- | ---------- | ---------------- | -------------- | ------------ | ----------------- | ---------------- | ---------- | -------- | ----------- | -------------------- | ----------------- | ---------- | ------ | -------------------------- |
| X60        | SL         | 374              | 326            | 2 + 3        | 80                | ja               | 160        | 107 100  | 206         | 3 000                | 6                 | stål       | 2005   | 129                        |
| Type 75    | Norske tog | 235              | 320            | 2 + 3        | xx                | ja               | 200        | 105 500  | 216         | xxx                  | 6                 | lättmetall | 2012   | 54                         |